# Адріан II
Адріан II (лат. Hadrianus; ? — 14 грудня 872) — сто шостий папа Римський (14 грудня 867—14 грудня 872), народився у Римі, представник роду Колонна, з якого також походили папи Сергій II і Стефан IV (V). Призначений кардиналом ще папою Григорієм IV. Обирався папою раніше — у 855 і 858 роках, проте двічі відмовлявся від престолу.
Продовжував курс папи Миколая I на зміцнення папської влади. У 869 році скликав у Римі синод, де було засуджено
патріарха Константинопольського Фотія, який раніше піддав анафемі Миколая I.
Підтримував місію св. Кирила та св. Мефодія серед слов'янських народів. Після смерті св. Кирила висвяти св. Мефодія на єпископа Моравії та Паннонії.
До обрання папою Адріан мав дружину та дочку, які пізніше були убиті Елевтерієм — братом антипапи Анастасія.